# Gustave Klein
Gustave Klein (* 28. November 1901 in Schiltigheim; † 2. Januar 1962 in Straßburg) war ein französischer Schwimmer.

## Karriere
Klein nahm 1924 erstmals an Olympischen Spielen teil. In Paris erreichte er im Wettbewerb über 1500 m Freistil im Vorlauf das Ziel nicht. Vier Jahre später folgte eine weitere olympische Teilnahme. Bei den Spielen in Amsterdam verpasste er über 100 m Freistil als Dritter seines Vorlaufs um 0,2 Sekunden den Halbfinaleinzug. Mit der französischen Staffel über 4 × 200 m Freistil überstand er den Vorlauf ebenfalls nicht. Im selben Jahr errang er die nationalen Meistertitel über 100 m und 200 m Freistil.